# Karl Brandt (Ökonom)
Karl Brandt (geboren am 9. Januar 1899 in Essen; gestorben am 8. Juli 1975 in Menlo Park) war ein deutsch-amerikanischer Wirtschaftswissenschaftler.

## Leben
Karl Brandt studierte an der Landwirtschaftlichen Hochschule Hohenheim und machte dort 1921 das Examen. Danach arbeitete er als Berater für den Landbund und für landwirtschaftliche Genossenschaften und Banken. 1926 wurde er an der Universität Berlin  bei Friedrich Aereboe promoviert. Er wurde 1929 an der Landwirtschaftlichen Hochschule Berlin zum Professor berufen und wurde dort Leiter des Instituts für landwirtschaftliche Marktforschung, das er mit Otto Klepper gründete. Einer seiner Schüler war Roderich Plate. Er wirkte auch weiterhin als Berater.
Nach der Machtübergabe an die Nationalsozialisten 1933 emigrierte Brandt in die USA. Er unterstützte andere Emigranten und hatte Kontakt zu Widerstandsgruppen gegen den Nationalsozialismus im Deutschen Reich. In New York arbeitete er an der New School for Social Research, am American Institute for Food Distribution und wurde 1938 in Kalifornien Hochschullehrer an der Stanford University und Mitarbeiter und später Direktor des dortigen Food Research Institute. Nach der Emeritierung arbeitete er ab 1964 für die Hoover Institution. Er gehörte 1947 zu den Gründern der Mont Pelerin Society. Brandt arbeitete als Berater für die Weltbank und die FAO und war von 1958 bis 1961 Mitglied des Council of Economic Advisers unter Präsident Dwight D. Eisenhower. Er war Fellow bei der American Farm Economic Association (AAEA).
Brandt verfasste während und nach dem Zweiten Weltkrieg Stellungnahmen zur ökonomischen Neuordnung in Deutschland. Er gehörte zu den Gründern des wirtschaftsliberalen Jahrbuchs ORDO.
Brandt erhielt von der Bundesrepublik das Große Verdienstkreuz mit Stern. Er war Träger des Justus-von-Liebig-Preis für Welternährung und Ehrendoktor der Universität Heidelberg. Er war bei seiner Ehrung einer der wenigen Deutschen, die in den französischen Ordre national du Mérite aufgenommen wurden. Nach ihm benannt ist die Brandt Cove, eine Bucht an der Küste Südgeorgiens.
Brandt heiratete 1932 in zweiter Ehe Anitta Hewell von Lindenfels, sie hatten vier Söhne. Sein Sohn Jobst Brandt (1935–2015) wurde in den USA geboren, er arbeitete als Ingenieur und war ein Fahrradenthusiast.

## Schriften (Auswahl)
- „Paper“ in: Felix Morley (Hrsg.): Conference on the Necessary Conditions of a Free Society. 1961. Princeton, N.J. : Van Nostrand, 1963
- Farm price supports-rigid or flexible? New York : American Enterprise Association, 1954
- mit Otto Schiller; Franz Ahlgrimm: Management of agriculture and food in the German-occupied and other areas of fortress Europe : A study in military government. Stanford : Stanford University Press, 1953
- Germany : key to peace in Europe. Vorwort Harold W. Bradley. Claremont, Calif. : Claremont College, 1949
- Is there still a chance for Germany? : America's responsibility. Hinsdale, Ill. : Regnery, 1948
- The reconstruction of world agriculture. New York : Norton, 1945
- Fats and oils in the war. Stanford : Stanford Univ., Food Research Inst., 1943
- Whale oil : an economic analysis. Stanford : Stanford Univ., Food Research Inst., 1940
- The German fat plan and its economic setting. Vorwort Joseph Stancliffe. Stanford : Food Research Inst., Stanford Univ., 1938
- Agricultural co-operation. In: Max Ascoli, Fritz Lehmann (Hrsg.): Political and Economic Democracy. Vorwort Alvin Johnson. New York : Norton, 1937, S. 126–141
- Karl Brandt; Walter Eucken; Wilhelm Gerloff; Karl Lange; Rudolf Löb: Autarkie : fünf Vorträge. Berlin : Rowohlt, 1932
- mit Julius Hirsch (Hrsg.): Die Handelsspanne – Arbeitstagung der Forschungsstelle für den Handel, Berlin, am 22. April 1931. Mit 15 Diskussionsreden und Tabellenanhang über die Höhe der Handelsspannen und Handelskosten. Berlin : Forschungsstelle für den  Handel, 1931
- Die Gestaltung des Absatzes landwirtschaftlicher Erzeugnisse im Rahmen einer erfolgversprechenden Agrarpolitik. Berlin : P. Parey, 1930, (Aus: Landw. Jahrbücher. Bd. 71, 1930, H. 1)
- Die Schäden der deutschen Milchwirtschaft. Berlin : Magazin der Wirtschaft, Jg. 6. 1930, Nr. 23 u. 24
- Der heutige Stand der Berliner Milchversorgung. Berlin : P. Parey, 1929
- Untersuchungen über Entwicklung, Wesen und Formen der landwirtschaftlichen Pacht. In: Landwirtschaftl. Jahrbücher. Bd. 66, 1927, S. 535–634. Berlin, LaH., Diss., 1927
- mit Ernst Buske: Die deutsche Agrarkrisis und ihre Überwindung. Geestemünde : Verlag des Landbundes, 1924